# Parroquia San Carlos (Zamora Chinchipe)

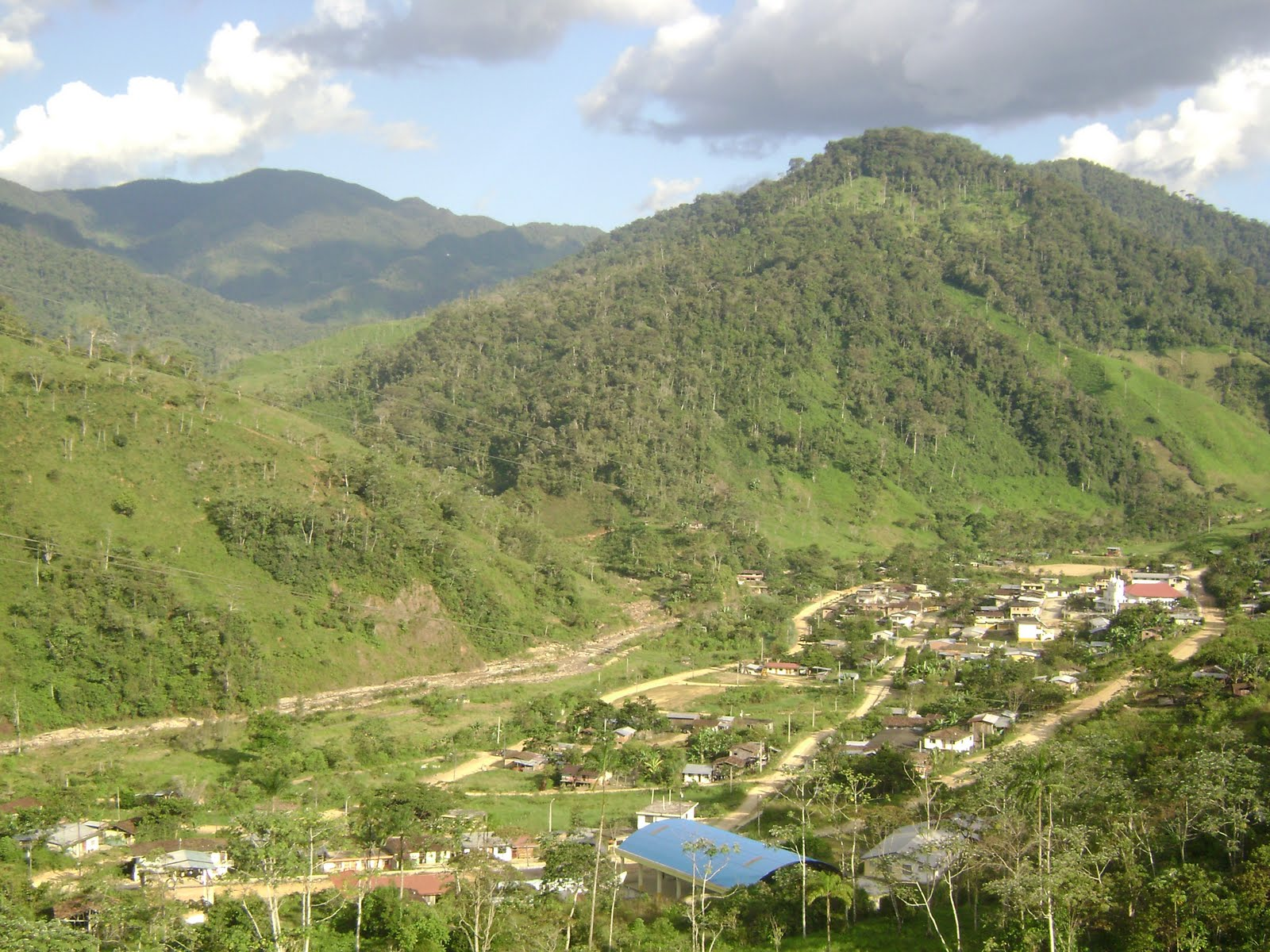
San Carlos de las Minas

La parroquia San Carlos de las Minas, es una parroquia rural en el cantón Zamora, provincia de Zamora Chinchipe. Conocida por su colegio Fiscomisional Monseñor "Jorge Mosquera Barreiro", que ofrece la asignatura de administración y comercio de las aplicaciones informáticas, su rector es el tecnólogo Julio Rodríguez. 
Además San Carlos es conocida por encontrarse en la ruta hacia las famosas Minas de Nambija, ruta que inicia desde Namírez donde existía una gabarra para cruzar el río Zamora,actualmente se cruza en rancheras por el puente de cemento. Para llegar a Nambija desde el colegio hay aproximadamente cuarenta y cinco minutos  en rancheras que son los únicos medios medios de transporte para los estudiantes se menciona que Nambija esta en riesgo  pero se puede mencionar que no es cierto.

## Barrios de San Carlos
- Buena Esperanza
- San Antonio de Cumay
- Cumay
- San Agustín
- Puente Azul
- Namacuntza
- San Miguel
- Las Orquídeas
- Los Laureles
- Nambija

- Datos: Q9056086